# Пипер, Амос
А́мос Пи́пер (нем. Amos Pieper; родился 17 января 1998 года, Людингхаузен, Германия) — немецкий футболист, защитник клуба «Вердер». Чемпион молодёжного чемпионата Европы в составе сборной Германии. Участник Олимпиады 2020 в Токио.

## Клубная карьера
Амос Пипер является воспитанником «Боруссии Дортмунд». За дубль дебютировал в матче против «Виктории Кёльн». Свой первый гол забил в ворота «Вупперталя». Всего за два года за клуб сыграл в 34 матчах, где забил гол и отдал две голевые передачи.
28 января 2019 года перешёл в «Арминию». За клуб дебютировал в матче против «Яна». В сезоне 2019/20 выиграл Вторую Бундеслигу. Из-за растяжения мышц бедра пропустил две игры. В матче против «Баварии» забил свой первый гол. Из-за травмы лодыжки и болезни пропустил матчи против «Боруссии Мёнхенгладбах». Всего за клуб сыграл 101 матч, где забил гол.
1 июля 2022 года перешёл в «Вердер». За клуб дебютировал в матче против «Вольфсбурга». Свой первый гол забил в ворота «Униона».

## Карьера в сборной
За сборную Германии до 18 лет Амос Пипер сыграл 3 матча. За молодёжную сборную Германии дебютировал в матче против Молдавии. На победном молодёжном чемпионате Европы сыграл все шесть матчей. На Олимпиаде в Токио сыграл два матча.

## Достижения
«Арминия Билефельд»
- Чемпион Второй Бундеслиги: 2019/20

Сборная Германии (до 21 года)
- Победитель молодёжного чемпионата Европы: 2021